# Sergio Rossi (acteur)
Pour les articles homonymes, voir Sergio Rossi (homonymie).
Sergio Rossi, né le 4 octobre 1931 à Valmontone en Italie et mort le 11 février 1998 à Rome, est un acteur et doubleur italien.

## Filmographie partielle

### Acteur

#### Cinéma
- 1964 : 24 ore di terrore (sous le nom de Sterling Roland)
- 1971 : Astronave Terra (téléfilm)
- 1972 : I familiari delle vittime non saranno avvertiti
- 1973 : Napoleone a Sant'Elena
- 1974 : Corpo 36 (téléfilm)
- 1975 : L'uomo dagli occhiali a specchio (téléfilm)
- 1977 : Supermarina: Commissione d'inchiesta speciale SMG 507 (téléfilm)
- 1978 : Occhi dalle stelle
- 1981 : Le ali della colomba'
- 1984 : Uno scandalo perbene
- 1985 : Miami Golem
- 1992 : La Sarrasine
- 1993 : Oltre la notte
- 1994 : Maniaci sentimentali

#### Télévision
- 1959 : I figli di Medea
- 1962 : Una tragedia americana
- 1972 : Alexandre Bis (1 épisode)
- 1974 : Philo Vance (3 épisodes)
- 1974 : Processo al generale Baratieri per la sconfitta di Adua
- 1974 : Dedicato a una coppia
- 1974 : L'assassinio dei fratelli Rosselli
- 1975 : Gamma (4 épisodes)
- 1975-1976 : La traccia verde (3 épisodes)
- 1976 : Dimenticare Lisa (3 épisodes)
- 1979 : Così per gioco
- 1985 : La piovra 2
- 1988 : Non basta una vita

### Doublage

#### Acteur de doublage
- Leslie Nielsen dans Y a-t-il un pilote dans l'avion ?, Y a-t-il un flic pour sauver la reine ?, Y a-t-il un flic pour sauver le président ?, Y a-t-il un flic pour sauver Hollywood ?, Y a-t-il un exorciste pour sauver le monde ?, Famille à l'essai, S.P.Q.R. - 2000 e ½ anni fa, Dracula, mort et heureux de l'être, Police Squad, Arabesque (série télévisée)
- Gene Hackman dans French Connection, Un pont trop loin, Under Fire, Due come noi
- Danny Aiello dans Éclair de lune, Do the Right Thing, L'Échelle de Jacob (film)
- Max von Sydow dans À nous la victoire, Jamais plus jamais
- Steve McQueen dans La Tour infernale
- Robert Duvall dans L'aigle s'est envolé
- Sean Connery dans Rock, Traître sur commande
- F. Murray Abraham dans Le Nom de la rose
- Charlton Heston dans Alaska
- Christopher Lee dans Sfida al diavolo - Katarsis
- James Earl Jones dans Terra amata
- Richard Farnsworth dans The Two Jakes
- Kirk Douglas dans Furie
- G.D. Spradlin dans Le Parrain 2
- Leonard Nimoy dans Marco Polo (série télévisée, 1982)
- Richard Crenna dans Hot Shots! 2
- James Coburn dans Le Professeur foldingue
- Pat Roach dans Willow
- Robert Conrad dans La Course au jouet
- Howard Duff dans Kramer contre Kramer

## Source de la traduction
- (it) Cet article est partiellement ou en totalité issu de l’article de Wikipédia en italien intitulé « Sergio Rossi (attore) » (voir la liste des auteurs).